# ماريك كامينسكي
ماريك كامينسكي (بالبولندية: Marek Kamiński)‏ هو مستكشف وكاتب بولندي، ولد في 24 مارس 1964 في غدانسك في بولندا.

## وصلات خارجية
- الموقع الرسمي